# Sumbe (municipio)
Sumbe è una municipalità dell'Angola appartenente alla provincia di Cuanza Sud. Ha 218.100 abitanti (stima del 2006) ed una superficie di 3.890 km².